# Euchomenella finoti
Euchomenella finoti es una especie de mantis de la familia Mantidae.

## Distribución geográfica
Se encuentra en Australia en la isla Thursday.